# 铁罗汉 (电影)
《铁罗汉》（英語：The Iron Buddha）是1970年上映的一部香港電影，由严俊执导并亲自参演，宋晓篁编剧，方盈等人出演。该电影主要讲述一个徒弟为师父报仇的故事。

## 劇情簡介
追風刀劉鵬在追杀采花贼小天尊的时候被小天尊杀死，而后刘鹏的徒弟盧漢决定为师父报仇。
虽说在报仇的时候盧漢朋友被杀，但是盧漢最后还是将小天尊杀死。

## 演员
- 凌云
- 王钟
- 郝履仁
- 文秀
- 黄培基
- 田俊
- 赵雄
- 李笑丛
- 金天柱
- 吕红
- 尤情
- 王清河
- 虞慧
- 房勉
- 顾文宗
- 解元
- 高鸣
- 马影
- 郑康业
- 赵心妍
- 樊梅生
- 黄宗迅
- 沈劳
- 方盈
- 严俊
- 李寿祺

## 備註
1. ↑  李翰祥. . 1987年.
2. ↑  栗子 粟子. . 2010年.
3. ↑  蘇濤. . 1988年.
4. ↑  . 2002年.
5. ↑  杜雲之. . 1972年.

## 相關連結
- 互联网电影数据库（IMDb）上《铁罗汉》的资料（英文）
- 豆瓣电影上《铁罗汉》的資料 （简体中文）
- 香港影庫上《铁罗汉》的資料（繁體中文）
- 铁罗汉在hkcinemagic链接 （页面存档备份，存于）